# Papuasoniscus golovatchi
Papuasoniscus golovatchi är en kräftdjursart som beskrevs av Henri Dalens 1988. Papuasoniscus golovatchi ingår i släktet Papuasoniscus och familjen myrbogråsuggor. Inga underarter finns listade i Catalogue of Life.